# Agrocybe molesta
Agrocybe molesta är en svampart som först beskrevs av Wilhelm Gottfried Lasch, och fick sitt nu gällande namn av Rolf Singer 1978. Agrocybe molesta ingår i släktet marktofsskivlingar och familjen Strophariaceae.   Inga underarter finns listade i Catalogue of Life.